# ۶۷ مارافسای
۶۷ مارافسای یک ستاره است که در صورت فلکی مارافسای قرار دارد.